# Cypriotiskt pund
Cypriotiskt pund eller Lira (C£ - Cyprus pound / lira) var den valuta som användes i Cypern till 2008 då euro infördes. Valutakoden var CYP. 1 Pound = 100 cents, fram till införandet av decimalsystemet år 1983 fanns även 1000 mils.
Valutan infördes 1879 först som brittiskt pund med byte till cypriotiskt pund vid självständigheten 1960 och hade text på de två officiella språken i Cypern.
Valutan hade en bunden växelkurs sedan 2 maj 2005 till euro genom ERM II och övergång till euro skedde den 1 januari 2008. Pundsedlar kunde  växlas in till och med år 2017.

## Användning
Valutan gavs ut av Central Bank of Cyprus (CBoC) som grundades 1963 och hade huvudkontoret i Nicosia.
Cypriotisk pund användes även i de brittiska områden Akrotiri och Dhekelia (som nu använder euro) medan Nordcypern använder valutan turkisk lira.

## Valörer
- mynt: inga pundmynt
- underenhet: 1, 2, 5, 10, 20 och 50 cents
- sedlar: 1, 5, 10 och 20 CYP[2]